# Amblyaspis forticornis
Amblyaspis forticornis är en stekelart som först beskrevs av Nees von Esenbeck 1834.  Amblyaspis forticornis ingår i släktet Amblyaspis och familjen gallmyggesteklar. Inga underarter finns listade i Catalogue of Life.